# Procesador de ultra-baja tensión
Un procesador de ultra-baja tensión (o ULV, de ultra-low voltage en inglés), a veces abreviado como U al final de la denominación, es aquel procesador underclockeado de fábrica para utilizar menos potencia que los normales. Se suelen utilizar en netbooks, ultrabooks o dispositivos embebidos con el objetivo de prolongar la autonomía de la batería.

## Ejemplos
- Intel Atom - (Z550)
- Intel Core i5-4200U
- Intel Pentium M - (ULV 773)
- Intel Core 2 Solo - (SU3500)
- Intel Core Solo - (U1500)
- Intel Celeron M - (ULV 722)
- VIA Eden -
- VIA C7 - (C7-M ULV)
- VIA Nano - (U2250)
- AMD Athlon Neo - (Sempron 200U)
- AMD Geode - (NX 1500)
- Intel Core 2 Duo - (U7700)
- Intel Celeron - (N2840)

- Datos: Q495122